# Nisos Agios Efstratios Kai Thalassia Zoni
Nisos Agios Efstratios Kai Thalassia Zoni este o arie protejată (arie de protecție specială avifaunistică — SPA) din Grecia întinsă pe o suprafață de 11.299,12 ha, integral pe uscat.

## Localizare
Centrul sitului Nisos Agios Efstratios Kai Thalassia Zoni este situat la coordonatele 39°31′02″N 25°00′30″E / 39.51733°N 25.008239°E.

## Înființare
Situl Nisos Agios Efstratios Kai Thalassia Zoni a fost declarat arie de protecție specială avifaunistică în martie 2010 pentru a proteja 39 de specii de animale.

## Biodiversitate
Situată în ecoregiunile marină mediteraneană și mediteraneană, aria protejată nu include niciun habitat protejat.
La baza desemnării sitului se află mai multe specii protejate de  păsări (39): uliu cu picioare scurte (Accipiter brevipes), fluierar de munte (Actitis hypoleucos), lăstunul mare (Apus apus), stârc cenușiu (Ardea cinerea), pasărea ogorului (Burhinus oedicnemus), șorecarul comun (Buteo buteo), caprimulg (Caprimulgus europaeus), șerpar (Circaetus gallicus), erete alb (Circus macrourus), lăstun de casă (Delichon urbicum), egretă mică (Egretta garzetta), Emberiza caesia, Falco eleonorae, șoim călător (Falco peregrinus), muscar-gulerat (Ficedula albicollis), becațină comună (Gallinago gallinago), piciorong (Himantopus himantopus), Hippolais olivetorum, rândunică (Hirundo rustica), stârc pitic (Ixobrychus minutus), capîntortură (Jynx torquilla), sfrâncioc roșiatic (Lanius collurio), sfrânciocul cu frunte neagră (Lanius minor), pescăruș râzător (Larus ridibundus), sitar de mâl (Limosa limosa), prigoare (Merops apiaster), codobatura galbenă (Motacilla flava), stârc de noapte (Nycticorax nycticorax), Phalacrocorax aristotelis desmarestii, Phalacrocorax carbo sinensis, corcodel mare (Podiceps cristatus), corcodel-cu-gât-negru (Podiceps nigricollis), turturică (Streptopelia turtur), Tachymarptis melba, fluierar de mlaștină (Tringa glareola), fluierar cu picioare verzi (Tringa nebularia), fluierarul de zăvoi (Tringa ochropus), fluierar de lac (Tringa stagnatilis), fluierarul cu picioare roșii (Tringa totanus)
Pe lângă speciile protejate, pe teritoriul sitului au mai fost identificate 7 specii de plante, 2 specii de păsări.